# Syzeuctus caudulator
Syzeuctus caudulator är en stekelart som beskrevs av Shaumar 1966. Syzeuctus caudulator ingår i släktet Syzeuctus och familjen brokparasitsteklar. Inga underarter finns listade i Catalogue of Life.